# Siège de Jinju (1592)
Ne pas confondre avec Siège de Jinju (1593)
Guerre d'Imjin
Le siège de Jinju de 1592 est le premier siège que connaît la ville de Jinju durant la guerre d'Imjin, avant le second en 1593. Tandis qu'en 1592, les Coréens remportent la victoire, en 1593 ce sont les Japonais qui s'emparent de la ville.

## Prélude
Le château de Jinju est une importante forteresse qui garde la province de Jeolla. Ukita Hideie et Hosokawa Tadaoki s'accordent pour reprendre le château de Jinju parce que si les Japonais s'en emparent, une nouvelle route sera ouverte vers Jeolla, et qu'ils seront en mesure d'attaquer les forces de guérilla de Gwak Jaeu qui se cachent dans la région. Il y a également beaucoup de butin à piller dans la ville. Ukita accepte aussi de reprendre Changwon, petite forteresse qui conduit au château de Jinju. Par conséquent, une armée de 30 000 est formée pour reprendre Changwon et Jinju.
Yu Sung-in, commandant de la province de Gyeongsang, place son armée en face de la porte de Jinju et demande la permission d'entrer dans la ville. Cependant, les arquebuses japonaises atteignent jusqu'aux renforts. Kim Si-Min rejette inévitablement la demande et les renforts sont anéantis par les arquebuses japonaises.

## Siège de Jinju

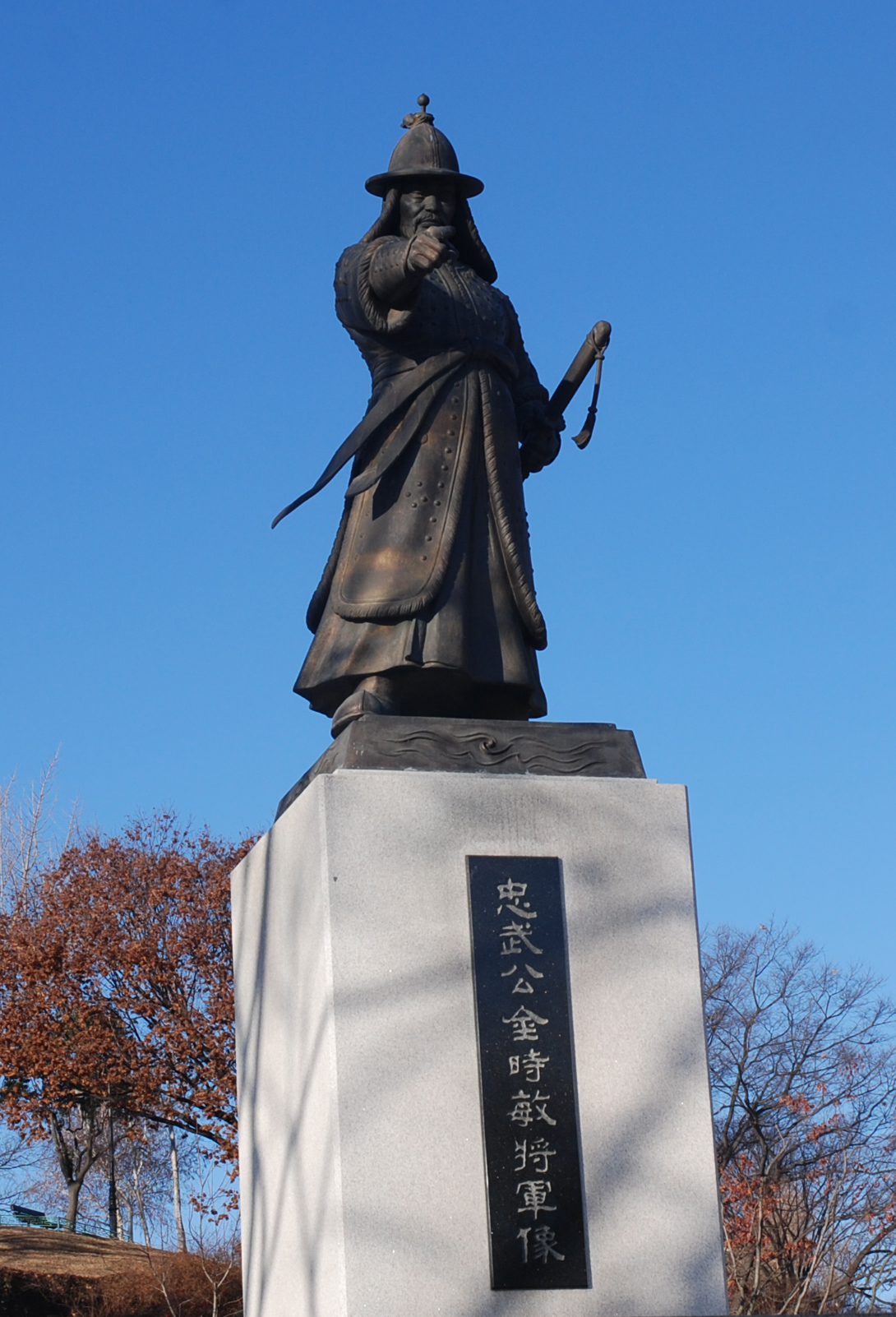
Kim Si-Min, général et gouverneur coréen ayant nettement contribué à la victoire du siège de Jinju de 1592.

Les Japonais approchent la forteresse de Jinju d'un cœur léger. Ils s'attendent à une victoire facile mais le général coréen Kim Si-Min les défie et leur tient tête avec ses 3 800 hommes. Encore une fois, les Coréens sont en infériorité numérique. Kim Si-min a récemment acquis environ 170 arquebuses, l'équivalent de ce qu'utilisent les Japonais. Il y a formé ses soldats et croit qu'ils peuvent défendre Jinju.
Les Japonais chargent et commencent à apporter des échelles pour escalader le mur. Ils se servent également d'une tour de siège pour essayer de gagner les hauteurs. En retour, les Coréens déclenchent des salves massives de canons, de flèches et de balles. Surpris, Hosokawa essaye un autre angle d'approche à l'aide de ses arquebuses pour couvrir les soldats escaladant le mur. Cela manœuvre reste aussi sans effet parce que les Coréens ignorent les balles et brisent les échelles avec des pierres et des haches. Quand les Coréens commencent à lancer des mortiers vers le bas, les Japonais perdent encore plus d'hommes.
Après trois jours de combats, Kim Si-min est touché par une balle sur le côté de la tête et tombe, incapable de commander ses forces. Les commandants japonais accentuent leur pression sur les Coréens afin de les décourager mais ceux-ci résistent. Les soldats japonais sont toujours dans l'incapacité d'escalader les murs, même avec le feu nourri des arquebuses. Les Coréens ne sont cependant pas en bonne position puisque Kim Si-Min est blessé et que la garnison est maintenant à court de munitions.

## Renforts
Gwak Jae-u, un des principaux meneurs de l'armée vertueuse de Corée, arrive la nuit avec un très petit groupe, en nombre insuffisant pour soulager les Coréens de Jinju. Gwak ordonne à ses hommes d'attirer l'attention en soufflant dans des cornes et en faisant du bruit. Environ 3 000 partisans et les forces irrégulières arrivent sur les lieux. À ce moment, les commandants japonais comprennent le danger qui les contraint à abandonner le siège et ils se retirent.

## Conséquence
L'armée vertueuse est trop petite pour soulager Jinju. Mais, la retraite des soldats japonais encourage les Coréens et la plus grande victoire du siège est le bénéfice moral qu'en retire la Corée.
Cette première bataille de Jinju avec la bataille de l'île Hansan et le siège de Haengju sont considérés par les historiens comme les trois plus importantes batailles de la guerre d'Imjin. Pour cette raison, la forteresse de Jinju abrite maintenant un musée national dédié à la présentation de cette guerre.

## Source de la traduction
- (en) Cet article est partiellement ou en totalité issu de l’article de Wikipédia en anglais intitulé « Siege of Jinju (1592) » (voir la liste des auteurs).